# Stomphastis cardamitis
Stomphastis cardamitis is een vlinder uit de familie mineermotten (Gracillariidae). De wetenschappelijke naam van deze soort is voor het eerst geldig gepubliceerd in 1921 door Meyrick.
De soort komt voor in tropisch Afrika.